# 张友清
张友清（1904年—1942年7月7日），原名张学静，字新侬。陕西省神木县人。八路军军事将领。

## 生平

### 第一次国共内战
1917年，考入神木县立第一高等小学。1921年，考入山西省立第一中学，毕业后1925年，考入北平中国大学，参加学生运动。1925年，加入中国共产党。1927年，考入中央军事政治学校武汉分校。八七会议后，他和雷晓渊、蒋听松等人分配到安徽太和县第19军高桂滋部开展兵运，发展党员。国民党发动清党后，他转入杨虎城部第10军，任军部少校参谋。1928年2月，他改任中共豪县特分委委员兼鹿邑县县委书记，因组织暴动失败，1928年初，他改任中共北平市委书记。1929年10月28日，因遭人举报，与赵博一被关押于北平平津卫戍司令部军法处看守所。后因中原大战，阎锡山失去对北平的控制，张友清等人得以获释出狱。
出狱后，1929年，任中共天津市委书记。1931年1月，中共顺直省委（北方局）受到破坏，他与薄一波、杨献珍等人相继被捕，关押在北平宪兵司令部军法处看守所（后改称北平市军人反省分院、北平草岚子监狱）。1935年，被判处死刑。1936年9月，由中共中央北方局营救出狱，赴太原任中共山西省工委书记，并发动群众开展抗日活动。

### 抗日战争期间
1937年抗日战争全面爆发后，他鼓励中共党员投身抗日前线，并努力推动山西国共两党为了民族的利益携手抗日，建立抗日根据地。1937年11月，8日，太原沦陷后，他带领中共山西省委撤离太原。1938年5月，张友清改任中共晋西南区党委宣传部部长兼区委党校校长，创办《山西时事》。10月，任中共晋西西南区党委统战部部长。1939年秋，任中共中央北方局统战部部长。1942年，调任中共中央北方局和八路军前方总部秘书长，兼北方局调查研究室主任，协助八路军副总司令彭德怀处理北方局和前总的日常工作。
1942年5月，日军集中兵力“扫荡”太行山区，张友清在辽县（后改左权县）突围中被俘，关押于太原集中营。7月7日，因遭酷刑，死亡于太原集中营里。时年38岁。